# Bataille de Snyder's Bluff
Guerre de Sécession
Batailles
Campagne de Vicksburg
- Grand Gulf
- Snyder's Bluff
- Port Gibson
- Raymond
- Jackson
- Champion Hill
- Big Black River Bridge
- Milliken's Bend
- Young's Point
- Lake Providence
- Richmond
- Goodrich's Landing
- Helena
- Vicksburg
- Expédition de Jackson

La bataille de Snyder's Bluff s'est déroulée du 29 avril 1863 au 1er mai 1863, pendant la campagne de Vicksburg lors de la guerre de Sécession. Les forces de l'Union sous le commandement du major général William T. Sherman mène une manœuvre de déception contre les unités confédérées qui tiennent le promontoire, qui est facilement repoussée.

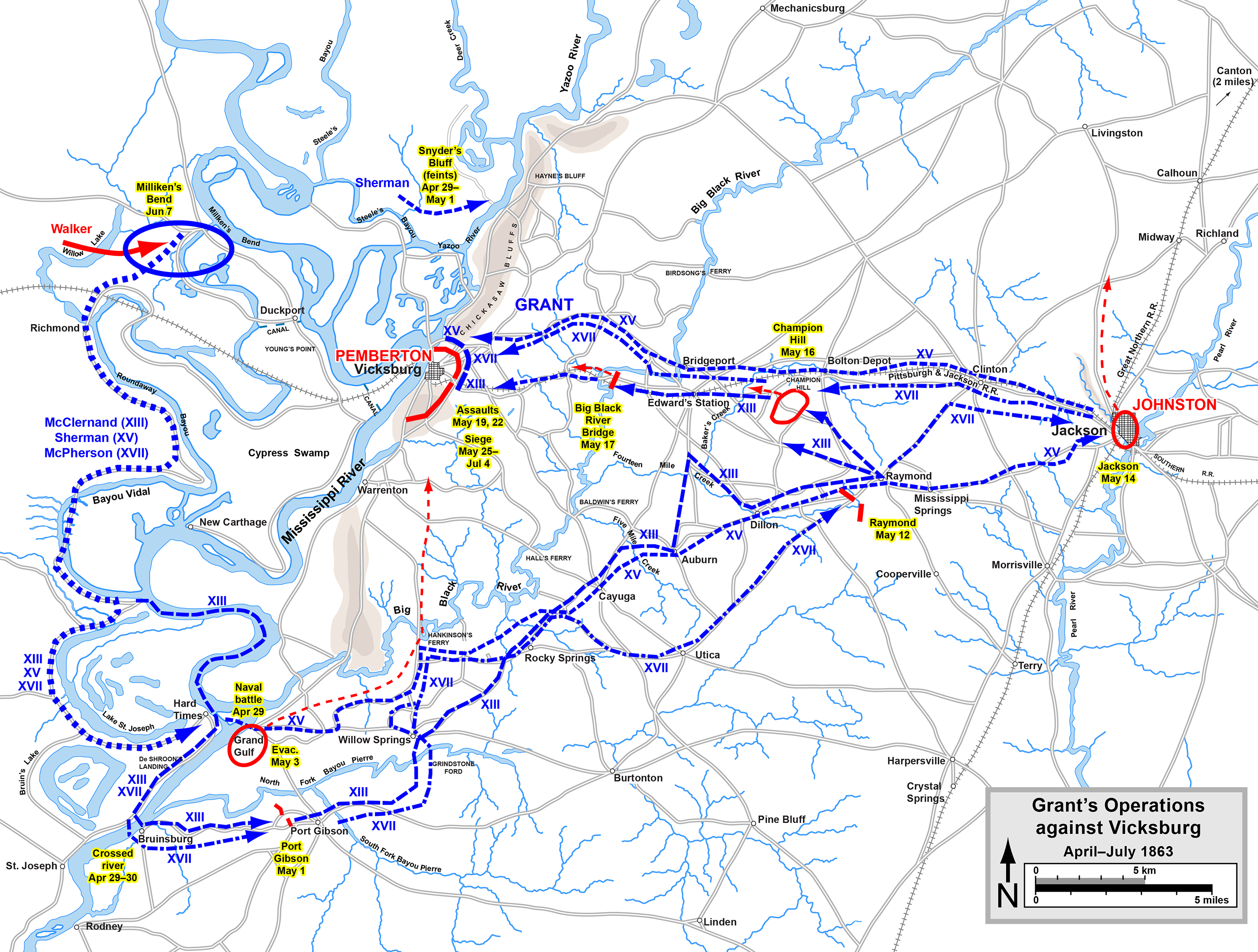
Opérations de Grant contre Vicksburg.

## Bataille
Pour s'assurer que des troupes ne se retirent vers Grand Gulf afin d'assister les confédérés présents là-bas, une force combinée de l'armée et de la marine feint une attaque sur Snyder's Bluff, Mississippi. Le 29 avril 1863 après-midi, le lieutenant commander K. Randolph Breese, avec huit canonnières et dix transports emmenant la division du major général Francis Blair, remonte lentement la rivière Yazoo vers l'embouche de Chickasaw Bayou où il reste pour la nuit. À 9 heures du matin le lendemain, la force, l’exception d'une canonnière, poursuit en amont vers Drumgould's Bluff et engage le combat avec les batteries ennemies. Pendant le combat, le Choctaw est touché plus de cinquante fois, mais aucune victime n'est à déplorer. Vers 18 heures, les troupes débarquent et marchent le long de Blake's Levee en direction des canons. Alors qu'elles approchent de Drumgould's Bluff, une batterie ouvre le feu sur elles, créant des ravages et des pertes. La progression de l'Union s'arrête et, après la tombée de la nuit, les hommes rembarquent sur les transports. Le lendemain matin, les transports débarquent d'autres troupes. Le terrain marécageux et l'artillerie lourde ennemie les obligent à se retirer. Les canonnières ouvrent de nouveau le feu, vers 15 heures le 1er mai 1863, occasionnant quelques dégâts. Plus tard, le feu des canonnières se relâche et cesse totalement après la tombée de la nuit. Sherman a reçu des ordres pour débarquer ses troupes à Milliken's Bend, et donc les canonnières retournent vers leur ancrage à l'embouchure de la Yazoo.